# Brasilucanus
Genre
Brasilucanus est un genre d'insectes de l'ordre des coléoptères et de la famille des Lucanidae (sous-famille des Lucaninae) sud-américains. Ce genre est réduit car ne sont connues à ce jour que 2 espèces : Brasilucanus acomus et Brasilucanus alvarengai.